# El Wahat
El Wahat è un comune del dipartimento di Tijikja, situato nella regione di Tagant in Mauritania. Contava 5.433 abitanti nel censimento della popolazione del 2000 e 4106 nel 2013.